# Yodsanklai Fairtex
Yodsanklai Fairtex właśc. Yodthanong Photirat (ur. 1 lipca 1985 w Nongbua Lamphu) – tajski kick-boxer i zawodnik boksu tajskiego, mistrz stadionu Lumpini w dwóch kategoriach wagowych – muszej i półśredniej, mistrz świata WBC Muay Thai w wadze junior średniej z 2005 oraz dwukrotny mistrz świata WMC w wadze średniej z 2008 i 2012. Ponadto w formule amatorskiej srebrny medalista Igrzysk Sportów Walki z 2010.

## Kariera sportowa

### Początki
Boksem tajskim zainteresował się poprzez starszego brata Yodkangwana, który już od 8 roku życia rywalizował na ringu. Młody Yodsanklai przez pierwsze lata kariery reprezentował kilka znaczących klubów boksu tajskiego w kraju – Saknipaporn, Sit-Khru-Od oraz Petchyindee. W 2001 zdobył pierwszy znaczący tytuł, zostając mistrzem stadionu Lumpini w kategorii muszej. W kolejnych latach rywalizował na popularnych w Bangkoku stadionach Lumpini i Rajadamnern, notując zwycięstwo m.in. nad przyszłym klubowym kolegą Kaewem Fairtex. W 2005 związał się z klubem Fairtex, zmieniając tym samym swój ringowy przydomek na Yodsanklai Fairtex. 16 sierpnia 2005 ponownie został mistrzem Lumpini, tym razem w wadze półśredniej pokonując przez techniczny nokaut Riuankaewa S.Boonya. Kilkanaście dni później zdobył kolejny tytuł, tym razem mistrza Tajlandii w wadze junior średniej. Jeszcze w tym samym roku 10 grudnia 2005 w Gold Coast pokonał na punkty Australijczyka Johna Wayne Parra zostając inauguracyjnym mistrzem świata WBC Muay Thai w wadze junior średniej. 
Zwycięstwo nad Parrem i zdobycie tytułu WBC otworzyło Yodsanklaiowi drzwi do międzynarodowej kariery. W samym 2006 roku rywalizował m.in. w Polsce, Japonii czy Niemczech pokonując wszystkich rywali, m.in. Polaka Macieja Skupińskiego, Duńczyka Rasmusa Zoeylnera, o pas mistrza świata WPMF wagi junior średniej czy Niemca Marka Vogela w pierwszej obronie pasa WBC.

### 2007–2011
W 2007 kariera Taja nabrała tempa, walczył w wielu miejscach na świecie oraz rywalizował z zawodnikami światowego formatu. W 2007 wziął udział w reality show The Contender Asia, w którym rywalizowało ze sobą 16 zawodników muay thai o nagrodę pieniężna w wysokości 150 tysięcy USD oraz mistrzostwo świata organizacji World Muaythai Council w wadze średniej. Yondsaklai wygrał ostatecznie program w finale 12 kwietnia 2008 pokonując w rewanżu Johna Wayne Parra. W tym czasie jedyną porażkę zanotował z rąk Holendra Andy'ego Souwera w marcu 2008, który pokonał Yodsanklai na punkty po dogrywce.
31 maja 2008 na gali K-1 Scandinavia MAX w Sztokholmie znokautował prawym sierpowym Rosjanina Artioma Lewina zachowując tytuł mistrza świata WMC, natomiast niecały miesiąc później 20 czerwca 2008 w Montego Bay na Jamajce pokonał przed czasem rodaka Malaipeta, broniąc mistrzostwo WBC.
20 grudnia 2008 w stolicy Gwinei Równikowej, Malabo wygrał szesnastoosobowy turniej, podczas którego pokonał wszystkich trzech rywali przed czasem – Denisa Waraksa, Yohana Lidona oraz w finale Lamsongkrama Chuwattana. Rok 2009 zaczął równie udanie co poprzedni, 18 stycznia zdobywając ponownie pas WPMF, tym razem w wadze super średniej. W czerwcu i listopadzie udanie bronił pasa WMC w starciach z Cosmo Alexandre i Khalidem Bourdifem.
13 lutego 2010 niespodziewanie przegrał z Południowoafrykańczykiem Vuyisile Colossem na punkty, który w poprzednich latach dwukrotnie przegrywał z Tajem. W sierpniu 2010 wziął udział w Igrzyskach Sportów Walki, zdobywając srebro w kat. 75 kg. W starciu o złoto uległ w rewanżu Artiomowi Lewinowi. 17 października 2010 przegrał w swoim trzecim starciu z Wayne Parrem niejednogłośnie na punkty – stawką tego pojedynku był pas mistrza świata WKA wagi średniej. W grudniu 2010 wygrał Puchar Króla Tajlandii w Bangkoku, pokonując w finale turnieju Cosmo Alexandre.
W 2011 nie osiągał znaczących sukcesów. Wartym odnotowania było zwycięstwo m.in. nad reprezentującym Francję Marokańczykiem Karimem Ghajjim, poza tym 28 października doszedł do finału turnieju Toyota Vigo Marathon w którym przegrał z Prakaysaengiem Sit Or. Miesiąc później uległ Ukraińcowi Arturowi Kyszenko.

### 2012–2017
26 czerwca 2012 po raz drugi w karierze został mistrzem świata WMC w wadze średniej, pokonując Vladimíra Moravčíka ze Słowacji. Na przełomie 2012-2013 zanotował trzy wartościowe zwycięstwa nad wysoko notowanymi rywalami, Kemem Sitsongpeenongiem, Grégorym Choplinem oraz w rewanżu z Yohanem Lidonem, nokautując dwóch pierwszych. 26 lipca 2013 w Las Vegas pokonał Amerykanina Chike Lindsaya zdobywając kolejny pas do kolekcji, tym razem organizacji Lion Fight kat. średniej natomiast 22 grudnia wygrał turniej Thai Fight w finale wypunktowując Expedito Valina – rok później powtórzył sukces, wygrywając Thai Fight po raz drugi.
W 2015 związał się z chińską organizacją Kunlun Fight, gdzie w debiucie 12 kwietnia pokonał Ormianina Marata Grigoriana. W listopadzie 2015 pokonał Rosjanina Dżabara Askierowa kwalifikując się do finałowej ósemki turnieju Kunlun Fight 2015 70kg World MAX Tournament, jednak ostatecznie w ćwierćfinale nie wystąpił z powodu kontuzji.
14 maja 2017 wziął udział w kolejnym turnieju Kunlun World MAX, wygrywając swoją grupę eliminacyjną, jednakże w dalszym etapie zawodów nie wziął już udziału, gdyż na początku czerwca 2017 ogłosił zakończenie kariery zawodniczej głównie z powodów zdrowotnych. 

### 2018–
Po niespełna ośmiu miesiącach postanowił wrócić do startów pokonując 3 lutego 2018 na gali Wu Lin Feng w Shenzhen Niemca Enriko Kehla na punkty. 18 maja 2018 wystąpił na gali ONE Championship w Singapurze pokonując jednogłośnie na punkty Kongijczyka Chrisa Ngimbiego.

## Osiągnięcia[2][23]
- 2001: mistrz stadionu Lumpini w wadze muszej
- 2003: Toyota D4D Marathon Tournament – 1. miejsce
- 2005: mistrz stadionu Lumpini w wadze półśredniej
- 2005: mistrz Tajlandii (PAT) w wadze junior średniej
- 2005–2009: mistrz świata WBC Muay Thai w wadze junior średniej
- 2006: mistrz świata WPMF w wadze junior średniej
- 2008: KO World Series – 1. miejsce w wadze średniej
- 2008: zwycięzca programu The Contender Asia
- 2008–2009: mistrz świata WMC w wadze średniej
- 2008: Guinea 8-Man Tournament – 1. miejsce
- 2009: mistrz świata WPMF w wadze super średniej
- 2010: Igrzyska Sportów Walki – 2. miejsce w kat. -75 kg
- 2010: WMC/S1 King's Cup Challenger – 1. miejsce
- 2011: Toyota Vigo Marathon – finalista turnieju w kat. -72 kg
- 2012: mistrz świata WMC w wadze średniej
- 2013–2014: mistrz Lion Fight w wadze średniej
- 2013: Thai Fight – 1. miejsce w kat. -70 kg
- 2014: Thai Fight – 1. miejsce w kat. -70 kg